# Cigogné
Cigogné är en kommun i departementet Indre-et-Loire i regionen Centre-Val de Loire i de centrala delarna av Frankrike. Kommunen ligger i kantonen Bléré som tillhör arrondissementet Tours. År 2022 hade Cigogné 462 invånare.

## Befolkningsutveckling
Antalet invånare i kommunen Cigogné
Referens:INSEE